# F-22 Raptor
F-22 Raptor („граблива птица“) е американски изтребител за завоюване на въздушно превъзходство, който трябва да замести преди използвания F-15. F-22 е оборудван с най-модерни стелт-технологии. Освен като изтребител, самолетът може да се употребява и за бомбардировки, радиоелектронна борба и разузнаване.

## Разработване
През 1981 г. ВВС на САЩ обявяват конкурс за разработване на нов изтребител за въздушно превъзходство, който да конкурира съветския Су-27 и да замести F-15. Изискванията към новия самолет са били да използва колкото може повече от появяващите се по това време революционни бойни технологии – стелт-покритие, композитни материали и сплави, както и най-мощните за времето двигатели и модерна авионика. През 1986 г. две обединения на американски оръжейни корпорации предлагат оферта за разработване на новия изтребител – Lockheed/Boeing/General Dynamics и Northrop/McDonnell Douglas. Създадени са два прототипа – YF-22 (на Lockheed) и YF-23 (на Northrop), като след тестовете YF-22 е избран за победител. На 14 януари 2003 г. първият Raptor е въведен в експлоатация във военновъздушната база Нелис, Невада. Предвижда се производството да продължи до 2011 г., като на година се произвеждат 20 самолета. На 29 август 2007 г. е доставен 100-тният произведен самолет.

## Конструкция
F-22 е първият в света изтребител от пето поколение. Фюзелажът му е изграден от полимери, намаляващи триенето и увеличаващи устойчивостта му, допринасяйки за по-висока максимална скорост без форсаж. Авиониката включва активна радарна решетка, системи за намаляване на излъчваните от самолета сигнали и друга свръхмодерна техника. Благодарение на всички нововъведения в оборудването Raptor може да служи като малък АУАКС. Бордовият компютър има памет от 300 MB. Стелт-способностите на самолета са постигнати чрез няколко метода – особената форма на фюзелажа, композитните материали, употребата на радар-поглъщащ материал, който предотвратява отразяването на радарни сигнали, както и двигател с намалено отделяне на топлина. За разлика от останалите стелт-самолети, F-22 може да бъде разполаган и ремонтиран в обикновени хангари.

## Оператори
За момента САЩ са единственият оператор на F-22, като не се предвижда той да бъде предназначен за износ. Въпреки това интерес към закупуване на самолета има от страна на Австралия, Израел и Япония.

## Характеристики (F-22)[2]
- Екипаж: 1
- Дължина: 18,90 m
- Размах на крилете: 13,56 m
- Височина: 5,08 m
- Площ на крилете: 78,04 m²
- Тегло – празен: 14 380 kg
- Тегло – пълен: 25 110 kg
- Максимално летателно тегло: 36 290 kg
- Двигател: 2х Pratt & Whitney F119-PW-100, с тяга +156 kN всеки

### Технически характеристики
- Максимална скорост на голяма височина: 2,25 Мах (2410 km/h)
- Максимална скорост на малка височина: 1,72 Мах (1825 km/h)
- Максимална дължина на полета без презареждане: 3219 km
- Боен радиус: 759 km
- Таван на полета: 19 812 m
- Относително натоварване на крилото: 322 kg/m²
- Съотношение тяга/тегло: 1,26

### Въоръжение
- едно 20 mm оръдие M61A2 Vulcan с боезапас от 480 снаряда;
- ракети – 8x AIM-120 AMRAAM, 4x AIM-9 Sidewinder;
- 2х 450 kg свободно падащи бомби с проста система за управление или
- 2х управляеми касетъчни бомби или
- 8х 110 kg свободно падащи бомби.

## Подобни изтребители
- F-35
- ПАК ФА
- Су-47
- МиГ 1.44
- Су-35БМ